# Католический университет Фужэнь
Католический университет Фужэнь (кит. трад. 輔仁大學, упр. 辅仁大学, пиньинь Fǔrén Dàxué, палл. Фужэнь дасюэ; англ. Fu Jen Catholic University, сокращённо FJU) — частный университет, расположенный в Синьбэй, Тайвань, Китайская Республика. Он известен своими тесными связями с Римской курией.
Член Ассоциации христианских университетов и колледжей Азии (англ. Association of Christian Universities and Colleges in Asia, ACUCA).

## История

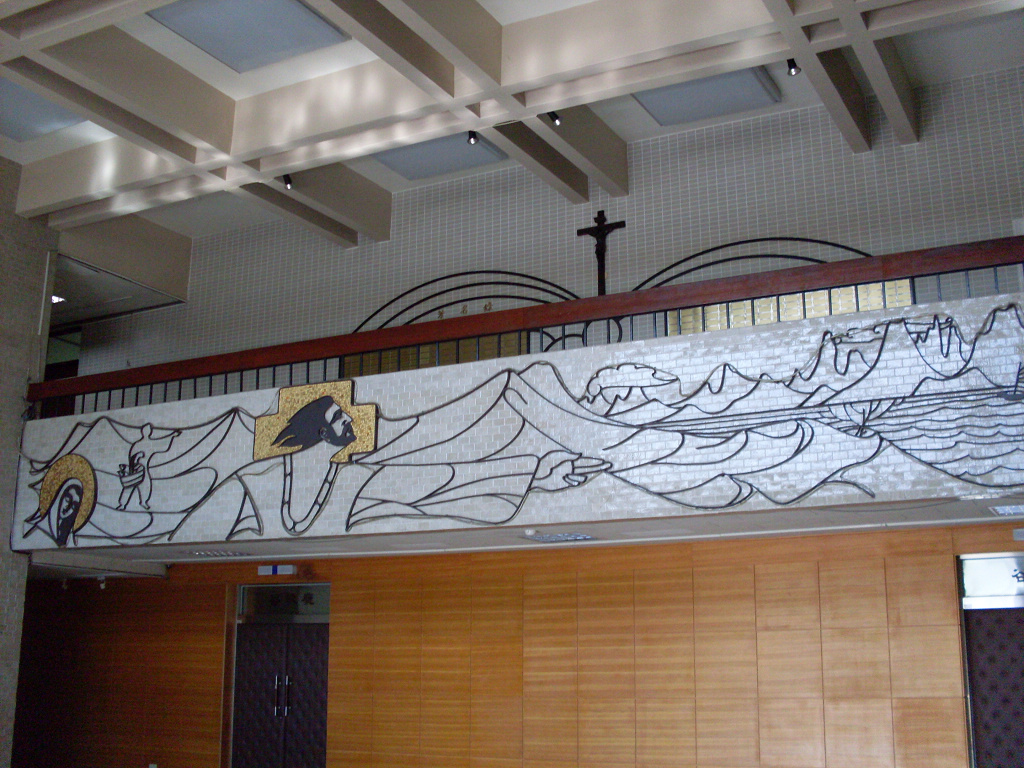
Зал здания администрации

В 1925 году был основан как Католический университет Пекина (в настоящее время Пекинский педагогический университет). В 1961 году возобновил деятельность на Тайване. Кампус университета (включая прилегающую больницу) составляет 40 миллионов квадратных метров, его размер близок к площади кампуса Тоёнака в Осакском университете.
Его транснациональная совместная магистерская программа «MGEM» заняла 19-е место в мире Financial Times в 2020 году.
По версии журнала Times входит в рейтинг топ-300 по рейтингу влияния высшего образования, топ-100 по теологии и топ-500 по гуманитарным наукам и медицине по рейтингу мировых университетов QS.

## Организация
- Институт свободных искусств (文學院)
- Колледж изящных искусств (藝術學院)
- Медицинский колледж (醫學院)
- Колледж связи (傳播學院)
- Педагогический колледж (教育學院)
- Колледж науки и техники (理工學院)
- Колледж иностранных языков (外語學院)
- Колледж экологии человека (民生學院)
- Колледж моды и текстиля (織品服裝學院)
- Школа права (法律學院)
- Колледж менеджмента (管理學院)
- Колледж социальных наук (社會科學院)
- Фужэнь Богословский факультет Санкт Роберт Беллармина (輔仁聖博敏神學院)

### Библиотеки

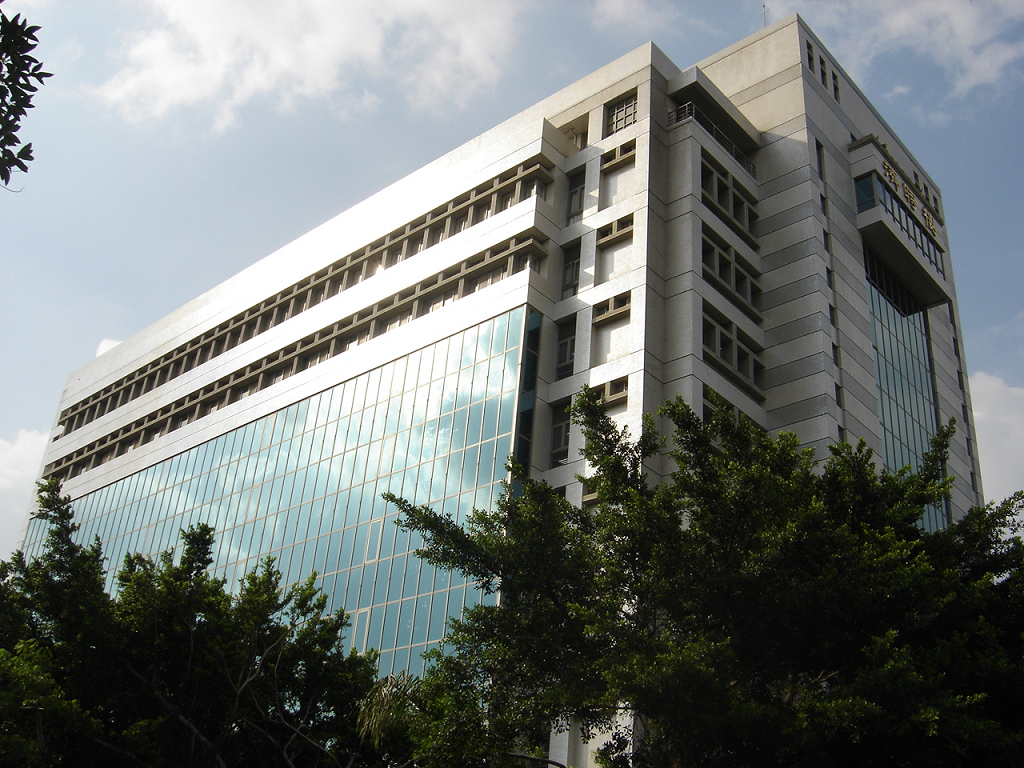
Fahy Memorial Library
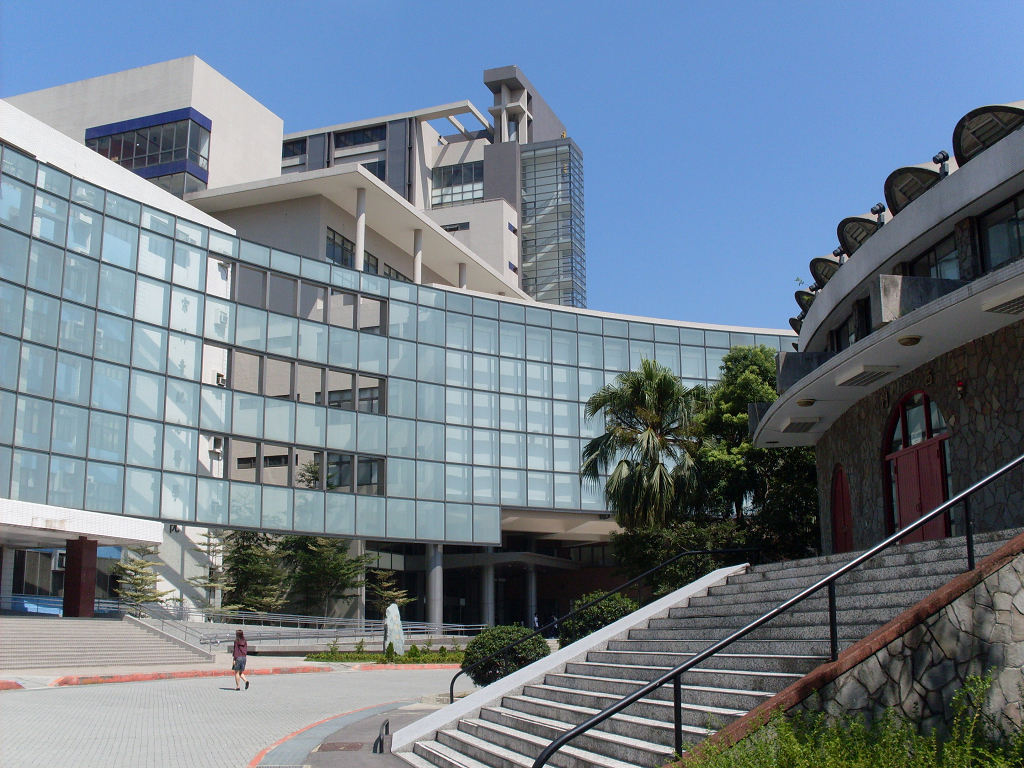
Шань Госи, Павел библиотека
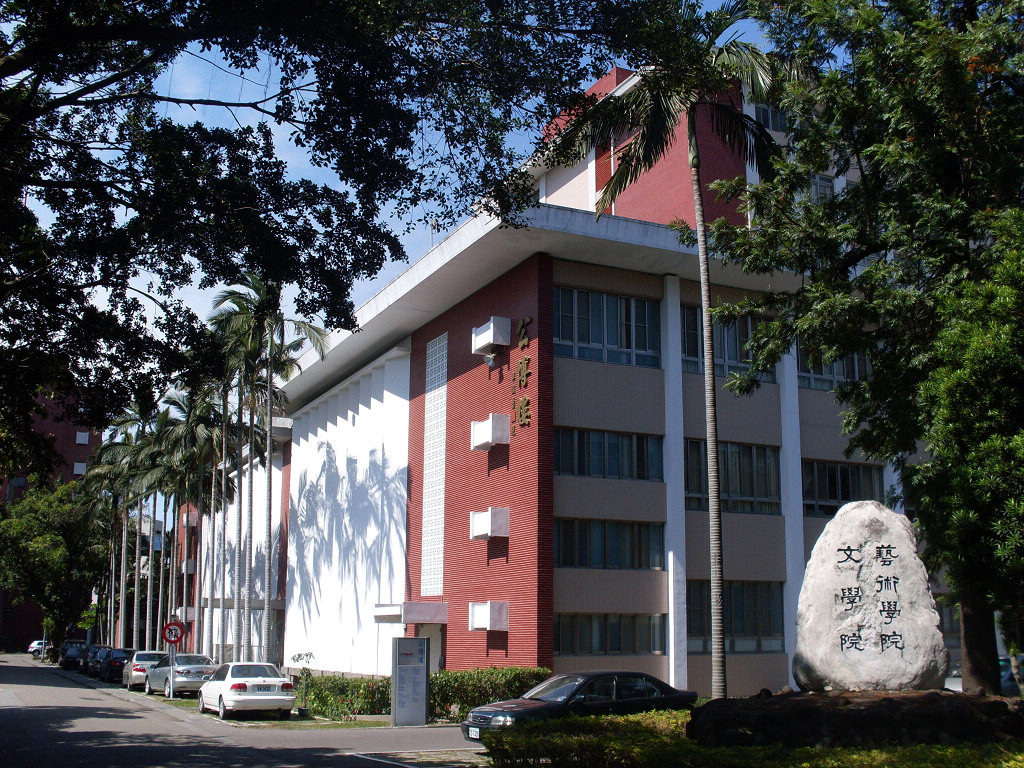
Kungpo Memorial Library
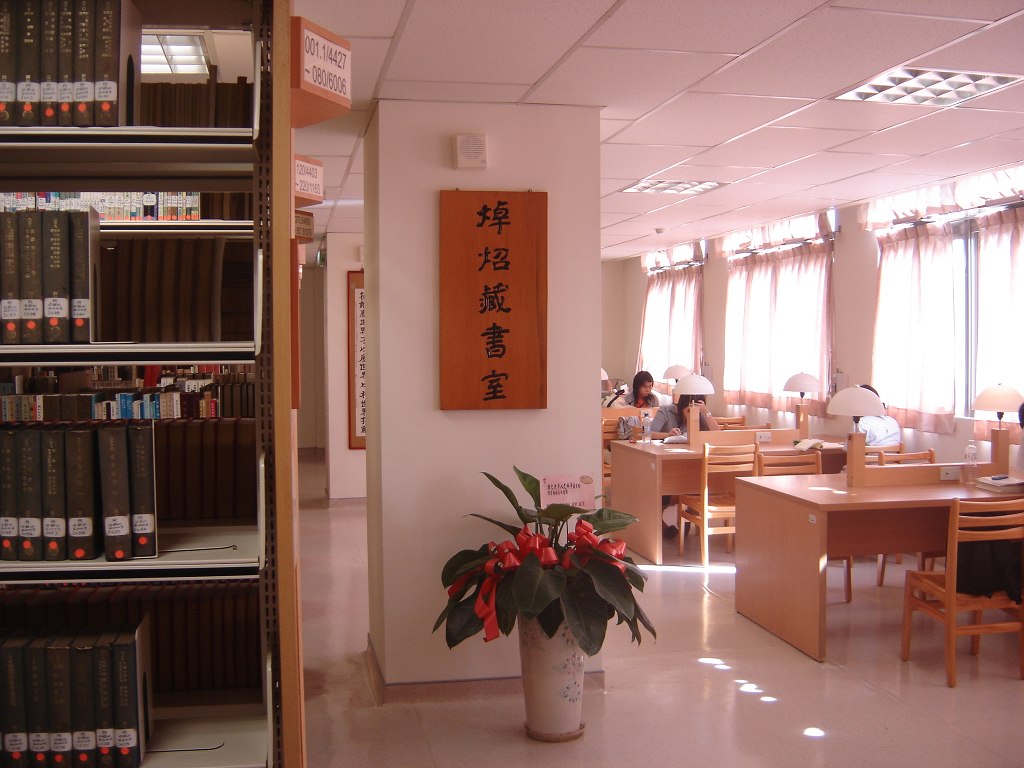
Kungpo Memorial Library
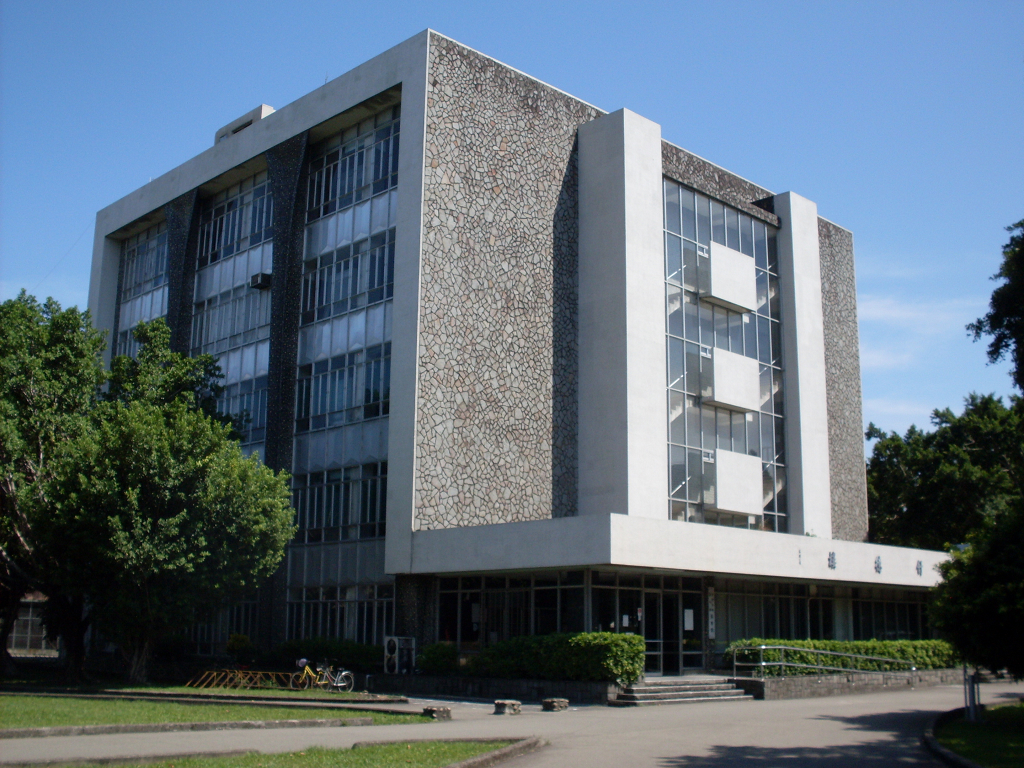
Schutte Memorial Library
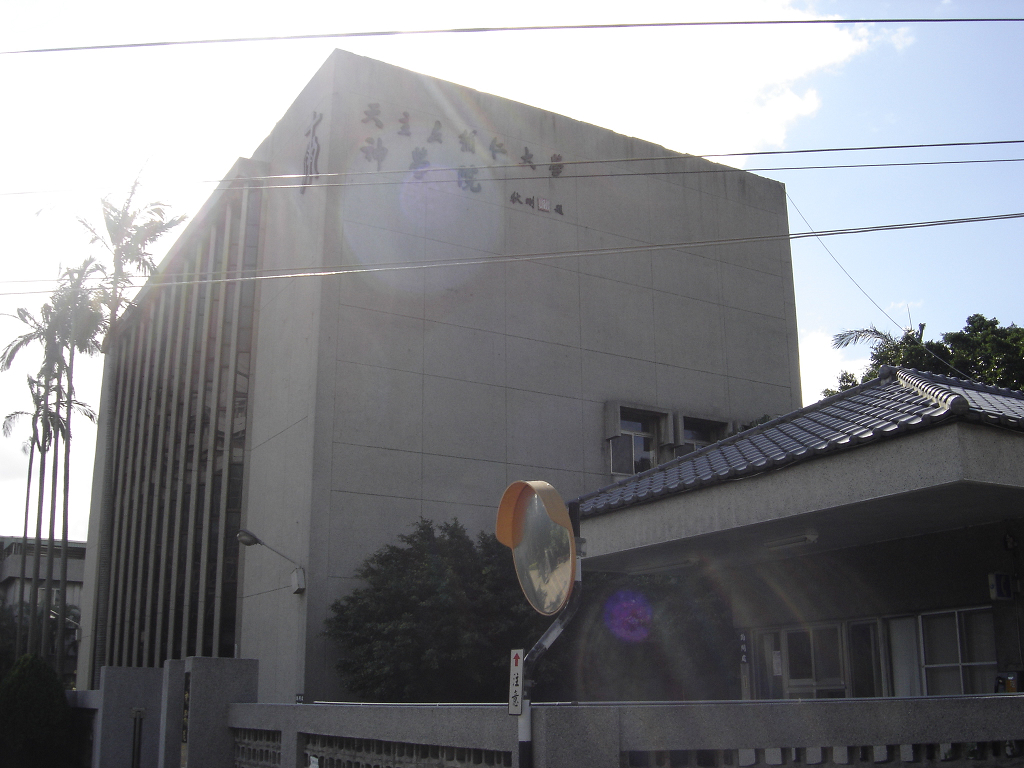
Богословская библиотека

## Руководство

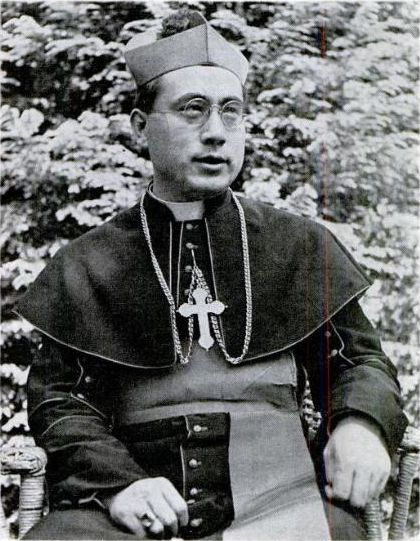
Юй Бинь, Павел

Председатель Попечительского совета
1. Чжан Цзи
2. Тянь Гэнсинь, Фома
3. Сун Мэйлин
4. Шань Госи, Павел
5. Ди Ган, Иосиф
6. Ван Юйжун, Иосиф
7. Лю Чжэнчжун, Пётр

президенты
1. Джордж Барри О'Тул (OSB)
2. Чэнь Юань
3. Юй Бинь, Павел
4. Ло Гуан, Станислав
5. Most Rev. Monsignor Габриэль Чен-Ин Ли
6. Dr. Туэн-Хо Янг
7. Dr. Нин-Yuean Ли, KHS
8. Dr. Бернард Ли, KSG, KHS
9. Dr. Винсент Хан-Сун Чан

## Выпускники
См.: List of Fu Jen Catholic University alumni